# Arua
Arua è il capoluogo del Distretto di Arua nel nord dell'Uganda. Arua è stata la capitale della ex provincia occidentale del Nilo disgregata negli anni 70. È anche nota per essere la città natale del ex presidente ugandese Idi Amin Dada. Oggi è base di un centro di approvvigionamento per aiutare i profughi del Sudan e della Repubblica Democratica del Congo.

## Popolazione
È necessario fare una distinzione tra gli abitanti di Arua e del suo distretto. La tribù dominante nel Distretto di Arua sono i Lugbara che sono suddivisi in diversi gruppi; i Vurra (nella contea di Vurra), gli Ayivu (nella contea di Ayivu), e i Madi (nella contea di Madi-Okollo).

## Centro di approvvigionamento
Le ONG che operano in Sudan o nel nord-est della Repubblica Democratica del Congo hanno reso la cittadina ugandese, nel corso degli anni un centro di approvvigionamento e di collegamento con gli altri stati.
Nel nord del Paese, dove opera da tempo il movimento guerrigliero dell'LRA (Lord's Resistance Army), la situazione di sicurezza è in via di miglioramento: i negoziati di pace sembrano proseguire verso una rapida e positiva conclusione e da tempo non si registrano azioni di terrorismo in territorio ugandese.

## Luoghi di culto
Sono presenti anche 29 parrocchie appartenenti alla diocesi di Arua, sede della Chiesa cattolica suffraganea dell'arcidiocesi di Gulu.